# 本四海峡バス

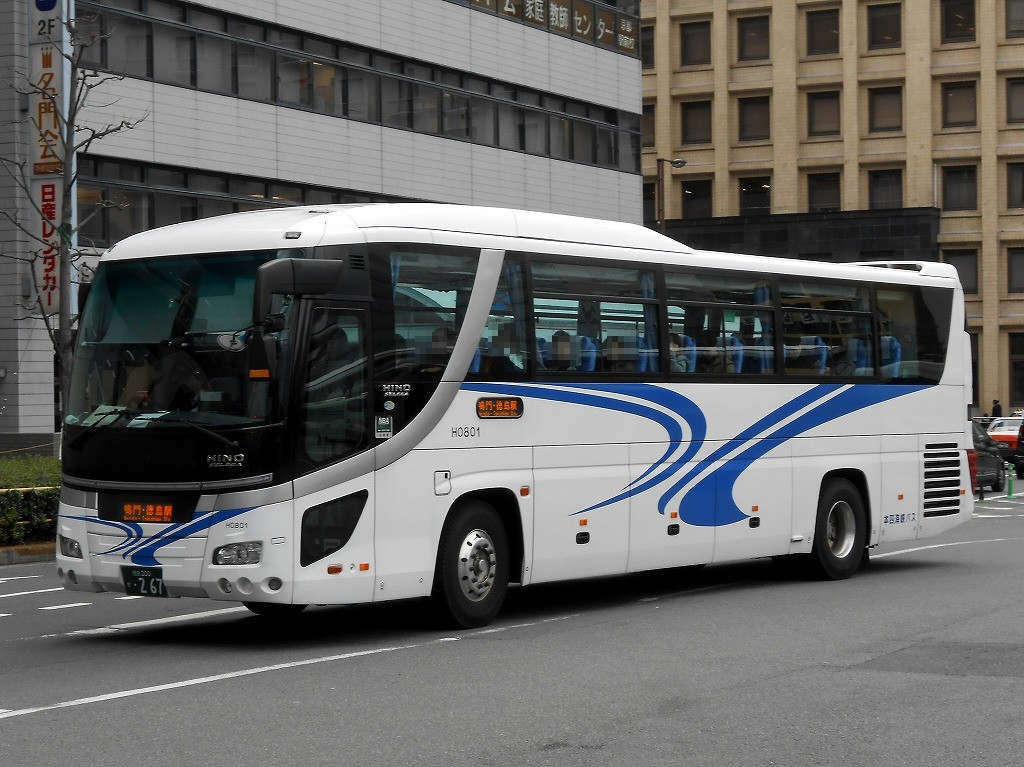
高速バス（従来の塗装）

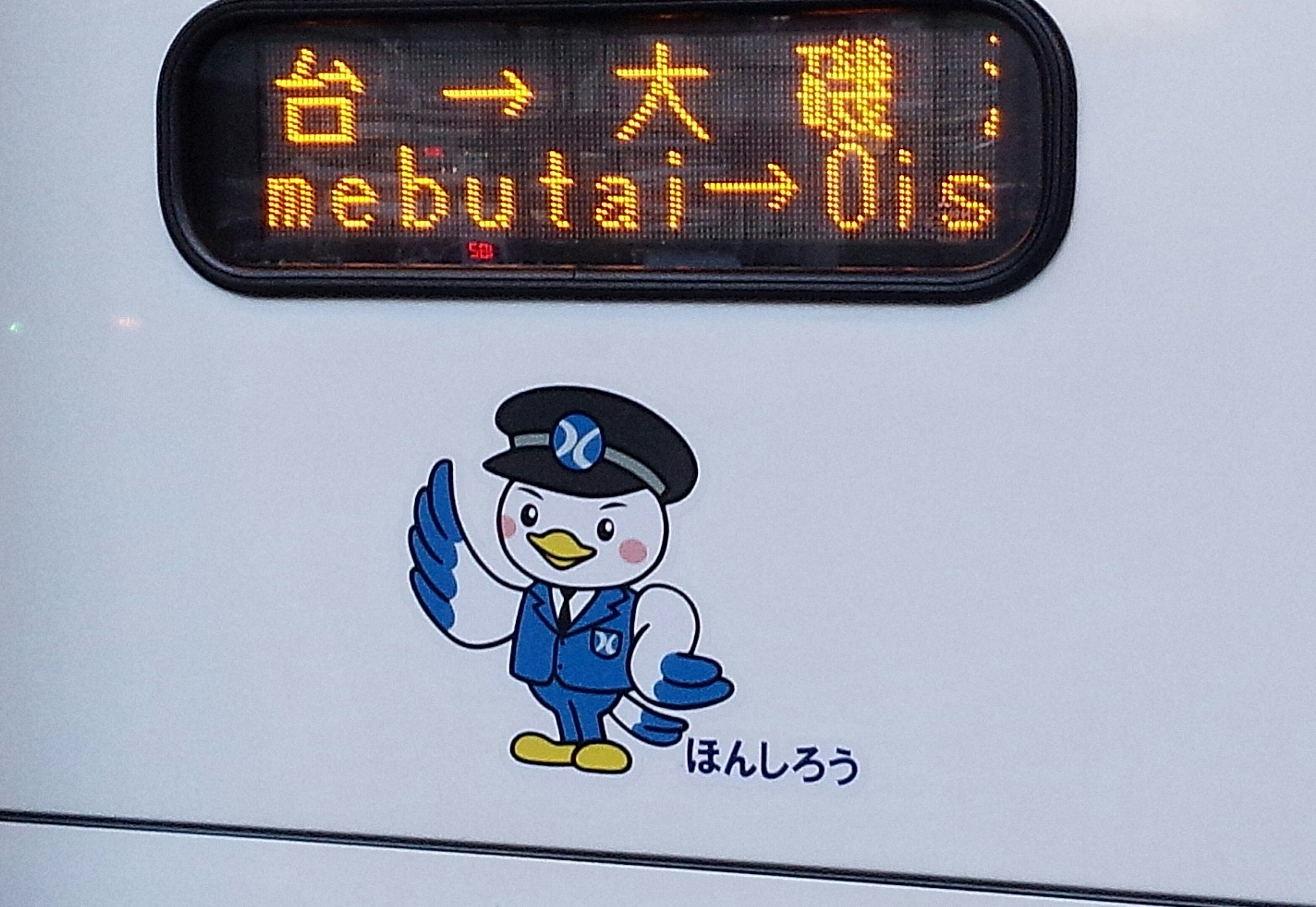
イメージキャラクター「ほんしろう」

本四海峡バス株式会社（ほんしかいきょうバス）は、神戸市中央区に本社のある路線バス会社である。明石海峡大橋開通に伴い影響を受ける船舶会社の離職者対策会社として設立。会社設立の経緯から、全日本海員組合が55パーセントの株式を保有している。なお、社名が類似する本四バス開発（広島県尾道市）とは資本・人材を含め一切の関係はない。
スルッとKANSAI協議会に加盟している。スルッとKANSAIカードおよび3day・2dayチケットなどの磁気カードは利用できないが、「PiTaPa」などの交通系ICカードは2016年12月1日より淡路島発着、2017年4月1日より有馬温泉発着高速バス路線で利用可能である。
淡路島と京阪神3都市（神戸市・大阪市・京都市）且つ関西三空港（神戸空港・大阪国際空港・関西国際空港）を結んでいる唯一の運行会社でもある。

## 事業所一覧
- 本社 兵庫県神戸市中央区海岸通三丁目1-6
- 東浦乗車券発売所 兵庫県淡路市浦648
- 淡路営業所 兵庫県淡路市生穂新島8-22
- 洲本営業所 兵庫県洲本市塩屋一丁目1-13
- 洲本乗車券販売センター 兵庫県洲本市港2-43
- 徳島営業所・車庫 徳島県徳島市東沖洲一丁目18
- マリンピア営業所・予約センター 徳島県徳島市東沖洲二丁目14

以前は津名乗車券販売所があったが、2008年5月31日をもって閉鎖されている。2023年3月31日大磯車庫（淡路市小磯1-1）閉鎖、淡路営業所へ移転。

## 沿革
- 1995年4月14日 - 設立。
- 1998年4月6日 - 高速バス営業開始。
- 2011年6月24日 - ホームページリニューアル。
- 2016年6月頃 - 本四海峡バスのイメージキャラクター「ほんしろう」が誕生。
- 2016年12月1日 - 淡路島発着路線で交通系ICカードが利用可能になる（淡路島発着の路線バスとしては初めて）。
- 2017年10月1日 - 一般路線バス営業開始。

## 高速バス路線
- 全路線クローズドドアシステムを導入している。（本州は下り乗車のみ・上り降車のみ 淡路島・徳島県内は下り降車のみ・上り乗車のみ[8]）
- 日付を跨いで運行する便は関空リムジンバス・阿波エクスプレス大阪号・かけはし号・大磯号の各下り線最終便（本四海峡バス運行便のみに限ればかけはし号・大磯号のみ、他2路線は共同運行会社便）。
- 往復割引運賃[9]・回数乗車券・学生割引は幾つかの区間で設定、定期乗車券は高速舞子 - 淡路島各停留所間及び新神戸・三宮 - 淡路島一部停留所間で設定。[10][11]
- 交通系ICカードは淡路島・有馬温泉発着路線で全国相互利用が可能。
- 座席は後方を除いて2人がけ+2人がけ+補助座席で便所付き（一部車両は補助座席または便所無し）。[12]

### 現行路線

#### 徳島県発着路線（淡路島通過）
阿波エクスプレス大阪号（西日本JRバス、JR四国バス）

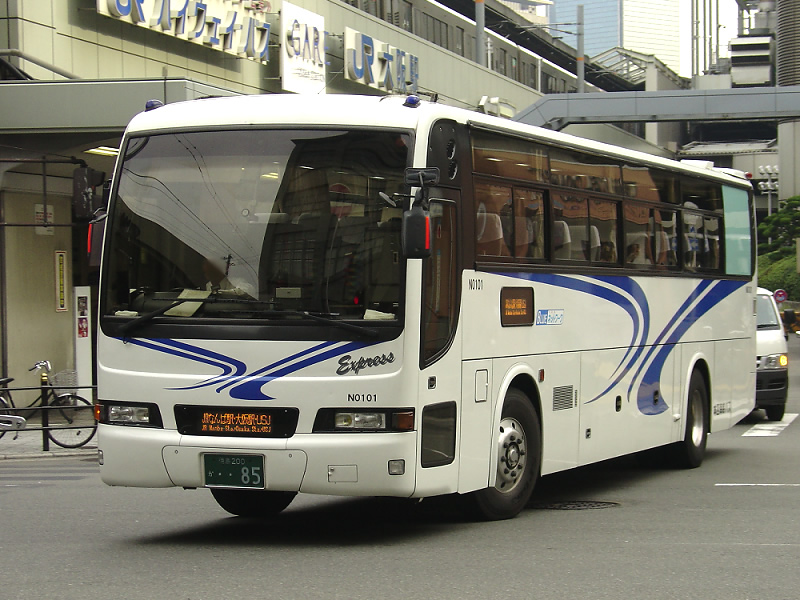
阿波エクスプレス大阪号

- USJ・大阪駅JR高速BT・湊町BT・高速舞子 - 高速鳴門・松茂・徳島駅

大阪市、神戸市と鳴門市、松茂町、徳島市を結ぶ昼行高速バスである。運行回数は1日23往復（西日本JRバス・本四海峡バス各8往復、JR四国バス7往復）。
路線沿革
- 1998年（平成10年）4月6日 - 明石海峡大橋の開通にともない、運行開始。
- 2007年（平成19年）12月20日 - 全便湊町BT（OCAT）立ち寄りになる。
- 2008年（平成20年）7月1日 - 西日本JRバス、本四海峡バス担当便が徳島マリンピアに乗り入れ。
- 2009年（平成21年）10月1日 - 一部便（2往復）が小松島港まで延長。
- 2010年（平成22年）7月1日 - 小松島港までの運転を廃止。
- 2011年（平成23年）6月1日 - 大阪駅JR高速BTの開設による、運行ダイヤ見直し。
- 2011年（平成23年）10月1日 - 徳島マリンピアへの乗り入れが本四海峡バス担当便のみになる。
- 2013年（平成25年）9月30日 - この日の運行便をもって徳島マリンピア停留所を廃止。
- 2021年（令和3年）3月2日 - 一部便が大塚国際美術館・アオアヲナルトリゾート停車開始。大阪 - 大塚国際美術館間の輸送は後述の鳴門・淡路エクスプレス号廃止以来11年振り。

阿波エクスプレス神戸号 （西日本JRバス、JR四国バス）
- 神戸空港・新神戸・三宮BT・高速舞子 - 高速鳴門・松茂・徳島駅

神戸市と鳴門市、松茂町、徳島市を結ぶ。全便座席指定制のため、乗車には予約が必要。神戸空港発着のバス路線乗客数のうち、2007・08年度においては当線（徳島線）利用者が半数近くを占めているという。
- 1日15往復（各社5往復）。

路線沿革
- 2006年（平成18年）2月16日 - 神戸空港開港に伴い、一部便が同停留所まで延長運転を行う。
- 2008年（平成20年）7月1日 - 西日本JRバス担当便が徳島マリンピアに乗り入れ。
- 2009年（平成21年）10月1日 - 一部便（2往復）が小松島港まで延長。
- 2010年（平成22年）12月9日 - 徳島大学停留所新設。小松島港までの運転を廃止。
- 2011年（平成23年）10月1日 - 徳島マリンピア乗り入れが本四海峡バス担当便のみになる。
- 2013年（平成25年）4月20日 - JR四国バス担当便のうち、土・日・祝日の1往復が神戸アンパンマンミュージアム前に停車開始。
- 2013年（平成25年）9月30日 - この日の運行便をもって徳島マリンピア停留所廃止。
- 2015年（平成27年）7月1日 - 神戸アンパンマンミュージアム前停留所を廃止。
- 2018年（平成30年）11月1日 - 神戸空港 - 新神戸駅間の区間利用が可能に。
- 2021年（令和3年）3月2日 - 一部便が大塚国際美術館・アオアヲナルトリゾート停車開始。神戸 - 大塚国際美術館間の輸送は後述の鳴門・淡路エクスプレス号廃止以来11年振り。

#### 徳島県発着路線（淡路島停車）
阿波エクスプレス京都号 （西日本JRバス、JR四国バス、京阪バス、徳島バス）

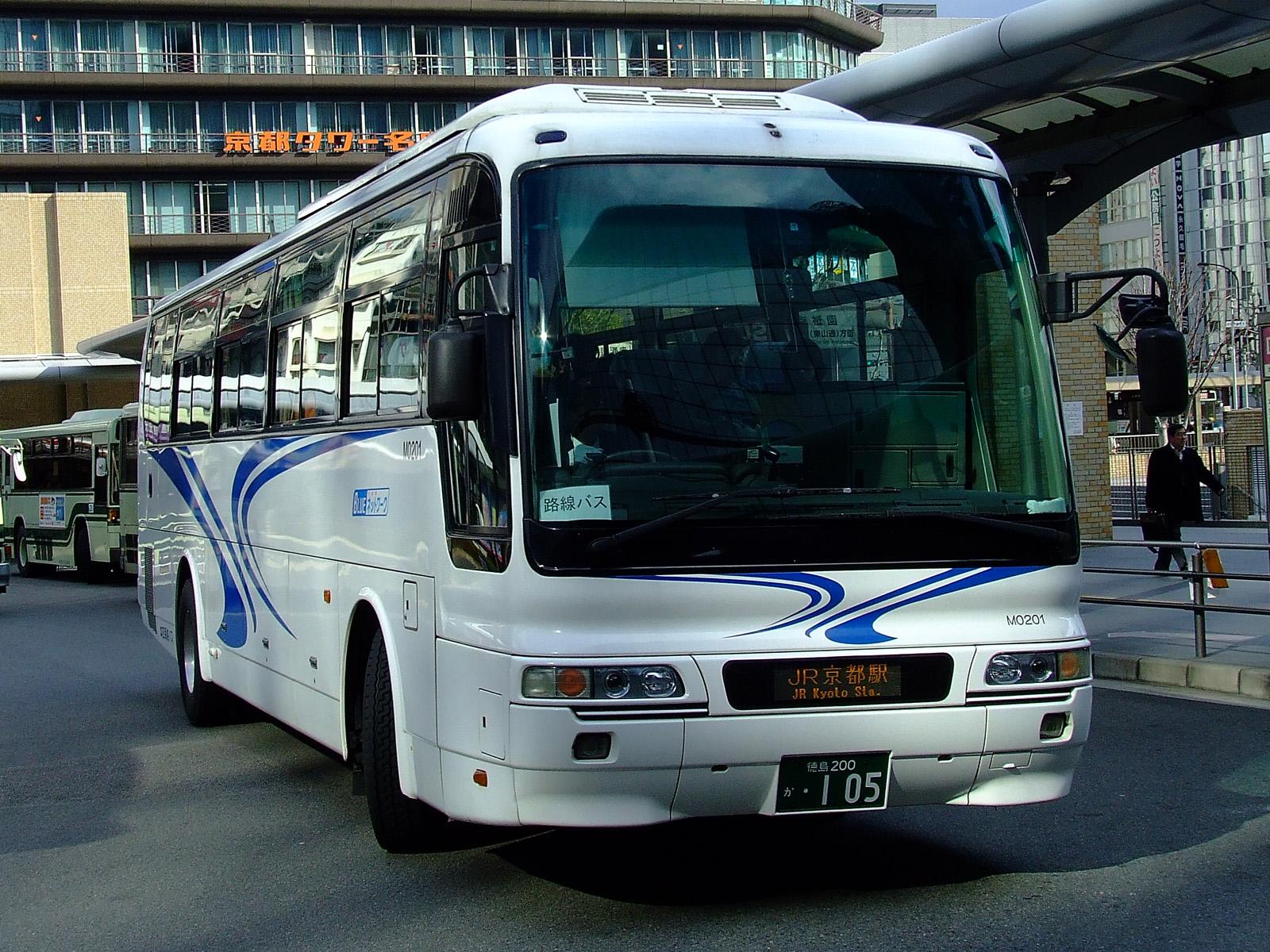
阿波エクスプレス京都号

- JR京都・名神大山崎・名神高槻 - 高速鳴門・松茂・徳島駅

関空リムジンバス （徳島バス、南海バス、関西空港交通）
- 関西空港 - 淡路IC・東浦IC・津名一宮IC・洲本IC・西淡志知・鳴門公園口・高速鳴門・松茂・徳島駅

#### 淡路島発着路線

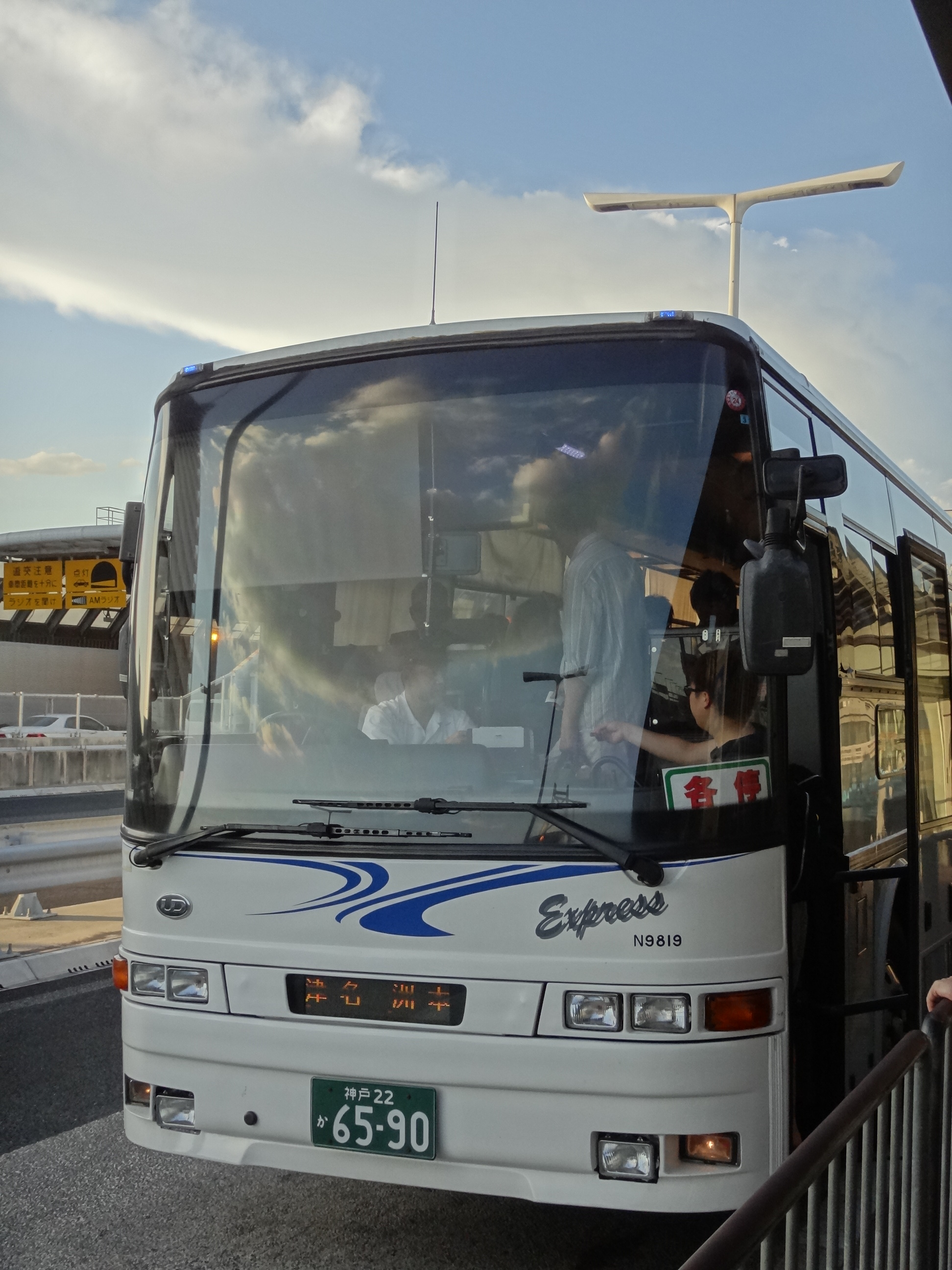
かけはし号（開業当初から使用していた車両、現在は廃車）

大磯号（西日本JRバス）

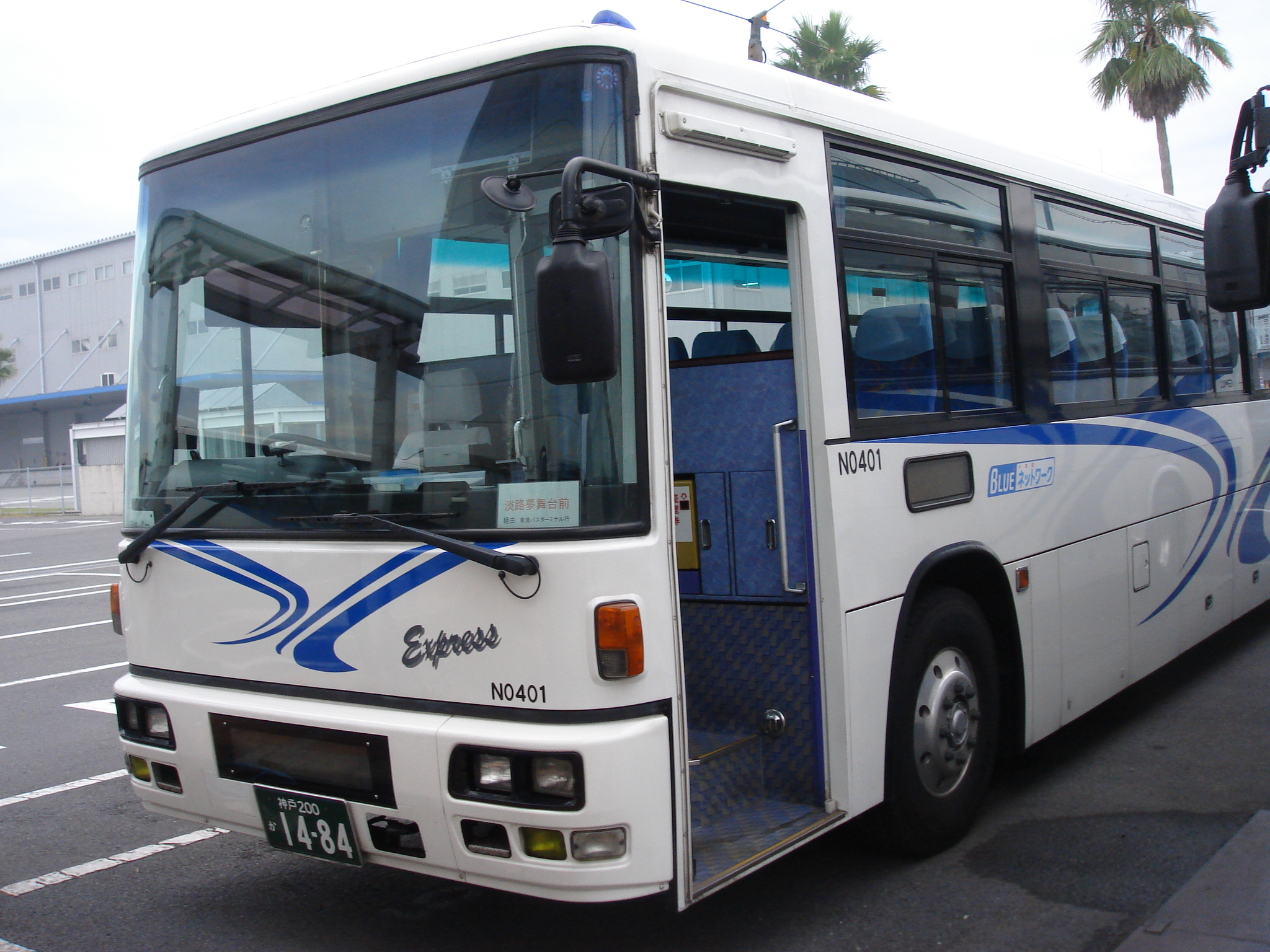
大磯号

- 新神戸駅・三宮BT・高速舞子 - 岩屋中学校前・鵜崎・聖隷淡路病院前・淡路夢舞台前（国道夢舞台前）・大磯港・立石川・浦港・東浦BT・東浦事務所前・久留麻・南の町・下田・津田・釜口・野田・津名スポーツセンター前・大谷・淡路市役所南・津名港
  - 淡路夢舞台前は上り120号（平日）・218号（土曜・休日）以降と下り49号までのみ停車
  - 国道夢舞台前は51号以降の下り便のみ停車
  - 100番台は平日運行、200番台は土曜・休日運行、300番台は高速舞子発着

概要
明石海峡大橋開通とともに開業。座席定員制。平日上り31便、下り27便。 土・休日29往復（同）。運行開始からの淡路島内停留所である大磯港に関しては、明石海峡大橋開通まで淡路フェリーボートが須磨港（深夜帯はハーバーランド）まで航路を設けていた。三宮バスターミナル⇔大磯港間が周遊きっぷの「京阪神ゾーン」の区間に含まれており、有効なゾーン券があれば乗車できた。座席定員制（自由席）。大磯号往復乗車券と淡路市生活観光バス路線（あわ神あわ姫バス）の一日乗車券がセットになった「北淡路バス乗り放題きっぷ」が発売されている。
路線沿革
- 開業当初、淡路島内は大磯港でしか乗車できなかったが、2000年3月18日より一部便を淡路夢舞台（2000年9月17日までは「淡路花博」）まで延伸。
- 1999年（平成11年）10月1日：淡路IC停車。
- 2001年（平成13年）8月21日：東浦BTへ途中停留所を追加。
- 2006年（平成18年）2月16日：神戸空港乗り入れ開始。
- 2007年（平成19年）3月16日：運行ルートを変更。神戸空港・淡路ICは廃止（同日以降淡路ICに関してはかけはし号で対応）、淡路島側は東浦BTを起終点に変更。
- 2008年（平成20年）12月19日：鵜崎にも停車。
- 2009年（平成21年）2月1日以降乗車分より指定席は、発車オ〜ライネットでの取扱いを廃止。
- 2010年（平成22年）1月22日：ダイヤ改正を実施。平日の始発以外は全て新神戸駅発着に変更。尚、開業当初は一部便を除いて一部座席が指定席で他の座席が自由席であり、一部便のみ全席自由席だった。みどりの窓口・高速バスネットでの乗車券取り扱いを廃止。100号台が平日のみ運行、200号台が土曜日・休日のみ運行。300号台が高速舞子発着で平日のみ運行（本四海峡バス便のみ）。それ以外の号数は毎日運行に変更されている（偶数号は上り、奇数号は下り）。
- 2010年（平成22年）12月9日：平日下り2便減便、夜間下りに淡路夢舞台前を通過する便ができる。
- 2011年（平成23年）6月1日：上下線共最終便に、くにうみライナー東浦線を新設（高速舞子発着・淡路夢舞台は上りのみ停車）。
- 2012年（平成24年）8月1日 - くにうみライナー東浦線として運行していた最終便を大磯号に編入、さらに夜間下りに通過していた淡路夢舞台前近くに「国道夢舞台前」停留所（淡路交通路線バスの大磯停留所と同じ場所）を新設し、停車させる（下りのみの設定、上り早朝の便はこれまで通り淡路夢舞台前は通過する）。
- 2014年（平成26年）4月1日 - 聖隷淡路病院前停車開始（一部便のみ）。
- 2023年（令和5年）4月1日 - 一部便が津名港まで延伸、途中停車停留所追加、大磯港停留所国道上に変更。

かけはし号・かけはしニジゲンノモリ号・かけはし洲本温泉号・かけはしニジゲンノモリ洲本温泉号（淡路交通、神姫バス、西日本JRバス）
- ■速達タイプ 新神戸駅・三宮BT・高速舞子 - （この間ノンストップ） -洲本IC・宇山・洲本BC
- ■快速タイプ 新神戸駅・三宮BT・高速舞子 - （この間各停） - 津名一宮IC・淡路島中央SIC・宇山・洲本BC
- ■各停タイプ（津名港経由） 新神戸駅・三宮BT・高速舞子 - （この間各停）- 遠田・津名港・志筑・しづかホール前・津名臨海公園・ワールドパークおのころ・洲本BC
- ■各停タイプ（洲本IC経由・下り線<→方向>のみ設定） 新神戸駅・三宮BT・高速舞子 →（この間各停） → 洲本IC・宇山・洲本BC
- ■観光アクセスタイプ（かけはしニジゲンノモリ大阪号・かけはしニジゲンノモリ洲本温泉号） （港町BT）・ 大阪駅JR高速バスターミナル・大阪国際空港・高速舞子 - ニジゲンノモリ・本四仁井・北淡IC・津名一宮IC・洲本IC・洲本BC ・（洲本温泉）
- ■観光アクセスタイプ（かけはしニジゲンノモリ神戸号） 神戸空港・新神戸駅・三宮BT・高速舞子 - ニジゲンノモリ・ 本四仁井・北淡IC・津名一宮IC・洲本IC・洲本BC
- ■観光アクセスタイプ（かけはし洲本温泉号） 神戸空港・新神戸駅・三宮BT・高速舞子 - （この間各停） - 遠田・津名港・洲本BC・洲本温泉
- ■急行タイプは本四海峡バスで運行無し（共同運行会社のみに設定）。朝夕ラッシュ時は上記の停車停留所とは異なる便がある。

概要
明石海峡大橋開通とともに開業。大阪・三宮BT⇔洲本間が周遊きっぷの「京阪神ゾーン」の区間に含まれており、有効なゾーン券があれば乗車できた。座席定員制（■■観光アクセスタイプのみ前方2列・8席、大阪発着便のみ前方4列・16席が指定席）。かけはし号往復乗車券と淡路市生活観光バス路線（あわ神あわ姫バス）の二日乗車券がセットになった「北淡路バス乗り放題きっぷ」が発売されている。新神戸駅発の最終便は洲本バスセンター到着が0時を過ぎる。
路線沿革
- 1998年（平成10年）4月6日：運行開始。大阪駅・新神戸・三宮BT・高速舞子 - 津名港・洲本港。洲本BCに最寄りのインターチェンジは洲本ICだが、開業から2007年3月15日まで、廃止になった共同汽船の洲本港発着津名港経由のルートを引き継いだため、全便津名港経由で神戸淡路鳴門自動車道への出入りは津名一宮ICであった。全席座席指定制。
- 1999年（平成11年）4月1日：洲本港発着から洲本BC発着に変更。
- 2001年（平成13年）3月31日：ユニバーサル・スタジオ・ジャパン停留所を追加。
- 2004年（平成16年）12月17日：東浦IC・本四仁井・北淡IC・遠田の各停留所を追加。
- 2006年（平成18年）2月16日：神戸空港停留所を追加。
- 2007年（平成19年）3月16日：途中停留所に湊町BT（OCAT）・淡路IC・津名一宮IC・本四中川原・洲本ICを追加し、大阪 - 洲本間の7往復（2007年3月15日までの1～14号）は1号を除き高速舞子へ停車に加え、従来からの津名港経由三宮通過（1～4・6・801～804号）、津名港経由三宮停車（101～104・106号）、洲本IC経由三宮停車（501～504号）の3種類に分割された（以下、偶数号は上り、奇数号は下り）。神戸空港が停留所廃止となった。新設の4停留所は大阪発着便のみ停車。
- 2008年（平成20年）12月19日：新神戸始発終着についても淡路IC停車となった。
- 2009年（平成21年）2月1日：この日の乗車分より、発車オ〜ライネットでの取扱いを廃止し、マルス枠を除く全席を高速バスネット扱いに統一。
- 2009年（平成21年）6月13日：この日より同年7月26日まで、土・休日グループ割引きっぷが設定される。
- 2010年（平成22年）1月22日：ユニバーサル・スタジオ・ジャパン・津名一宮IC・本四中川原が停留所廃止、大阪発着便が7往復から2往復に減便（2往復とも三宮・津名港経由で西日本JRバスが担当）、全席指定席から一部指定席・殆どの座席は自由席に、みどりの窓口での取扱いを廃止などの変更が行われた。新神戸駅発着便は前日まで全便津名港経由だったが、同日から洲本IC経由便を平日限定で1往復新設。号数は以下の通りに変更する。
  - 100号台 新神戸発着津名港経由 平日のみ運行
  - 200号台 新神戸発着津名港経由 土・休日のみ運行
  - 300号台 新神戸発着洲本IC経由 平日のみ運行 直行便
  - 500号台 大阪発着津名港経由 毎日運行
  - その他 新神戸発着津名港経由 毎日運行

- 2011年（平成23年）6月1日：大阪駅JR高速BT開設による、500号台運行ダイヤ見直し。
- 2012年（平成24年）8月1日：くにうみライナー洲本線として運行していた路線をかけはし号に編入、かけはし号の停留所に津名一宮ICと本四中川原が再び停車（新神戸発着便停車は初）、151号のみ本四安乎も加わる。さらに「宇山」停留所（淡路交通路線バスの同停留所と同じ場所）を設ける。洲本IC経由便は630号が昼過ぎに運行する以外は朝（土・休日の下りは朝運行無し）と夕方以降のみ運行。号数は以下の通りになる。
  - 100号台 新神戸発着洲本IC経由 毎日運行
  - 200号台 新神戸発着津名港経由 土・休日のみ運行
  - 300号台 新神戸発着洲本IC経由 平日のみ運行 直行便
  - 400号台 新神戸発着洲本IC経由 平日のみ運行
  - 600号台 新神戸発着洲本IC経由 土・休日のみ運行
  - 500号台 大阪発着津名港経由 毎日運行
  - その他 新神戸発着津名港経由 毎日運行

- 2015年（平成27年）4月1日：早朝の下り線と夕方以降の上り線を洲本IC経由の直行便に統一。
  - 200号台 新神戸発着津名港経由 土・休日のみ運行
  - 300号台 新神戸発着洲本IC経由 直行便
  - 400号台 新神戸発着洲本IC経由 平日のみ運行 直行便
  - 600号台 新神戸発着洲本IC経由
  - 700号台 新神戸発着洲本IC経由 平日のみ運行
  - 800号台 新神戸発着洲本IC経由 土・休日のみ運行
  - 900号台 大阪発着津名港経由 毎日運行
  - 1000号台 大阪発着洲本IC経由 毎日運行 直行便
  - その他 新神戸発着津名港経由 毎日運行

- 2016年（平成28年）4月1日：土・休日夕方以降の上り線一部便を洲本IC経由の直行便から本四中川原と津名一宮IC〜淡路IC間の本四道路上の各BSに変更。
- 2019年（平成31年）4月15日 - かけはしNARUTO号運行開始によるダイヤ改正（かけはしNARUTO号はNARUTOラッピング車両による運行）。
- 2020年（令和2年）4月1日 - ダイヤ改正でかけはしNARUTO神戸号が洲本バスセンターまで延伸。
- 2020年（令和2年）10月1日 - 一部便が洲本温泉各宿泊施設まで延伸
- 2021年（令和3年）7月1日 - 路線名変更（かけはしNARUTO号→かけはしニジゲンノモリ号）
- 2023年（令和5年）4月1日 - 淡路交通・神姫バスを加えて4社で共同運行となる。

くにうみライナー南あわじ線（淡路交通、神姫バス）
- ■速達タイプ（本四海峡バス便の場合） 新神戸駅・三宮BT・高速舞子 - （この間ノンストップ） - 洲本IC・緑PA・榎列・陸の港西淡

概要
前日まで運行していた鳴門・淡路エクスプレス号の廃止代替として運行を開始する。座席定員制（自由席）。
路線沿革
- 2010年（平成22年）1月22日：営業開始以来初の単独運行路線として運行開始（南あわじ線4往復・洲本線3往復）。洲本線は洲本バスセンター発着で洲本IC経由で運行。
- 2010年（平成22年）1月23日：淡路IC・東浦IC・本四仁井・本四安乎停車開始（4停留所は土・休日の洲本線下り最終便のみ降車可能）。
- 2010年（平成22年）3月1日：三宮BT停車開始。
- 2010年（平成22年）7月1日：平日8往復（南あわじ線5往復・洲本線3往復）、土・休日6往復（南あわじ線4往復・洲本線2往復）に変更。洲本線平日下り始発便は高速舞子始発で北淡IC・遠田は通過する便となる。洲本線平日上り夜間便は直行便となる。
- 2010年（平成22年）12月9日：平日9往復（南あわじ線5往復・洲本線4往復）、土・休日6往復（南あわじ線4往復・洲本線2往復）に変更。洲本線下り最終便は日付を跨いでの運行となる。淡路IC・東浦IC・本四仁井・本四安乎は平日に関しても洲本線下り最終便降車可能となる。
- 2011年（平成23年）4月1日：平日8往復（南あわじ線4往復・洲本線4往復）、土・休日5往復（南あわじ線3往復・洲本線2往復）に変更。
- 2012年（平成24年）8月1日 - くにうみライナー洲本線として運行していた路線をかけはし号に編入（最終便も含む）、これにより「くにうみライナー」は南あわじ線のみとなる。
- 2012年（平成24年）9月1日 - 平日上りはかけはし号（洲本IC経由便）とのダイヤ重複解消のために運行時刻見直し、休日上りに関しても朝のみの運行となるなどのダイヤ改正。
- 2023年（令和5年）4月1日 - 淡路交通・神姫バスを加えて3社で共同運行となる。淡路交通・神姫バスの三宮福良線で通過している津名一宮IC・淡路島中央SICは同日よりくにうみライナーも通過となる（通過となる2停留所はかけはし号の2停留所停車便を増やして代替）。

北淡路西海岸ライン（神姫バス）
（三宮BT） - 高速舞子 - 岩屋ポートターミナル/兵庫県立淡路島公園(ニジゲンノモリF駐車場） - 禅坊靖寧前 - 野島大川 - 野島大石 - 北淡震災記念公園下 - 富島東 - 富島中 ← 淡路高校前 ← 斗ノ内 ← 高速舞子
- ←は片方向（矢印方向）のみ運転
- 2021年（令和3年）12月1日 - 運行開始
- 2024年（令和6年）4月1日 - 富島中停留所新設、北淡IC停留所廃止

#### 有馬温泉発着路線
有馬エクスプレス号（西日本JRバス）
有馬エクスプレス京都号（西日本JRバス）

### 発券業務のみの路線
エディ号 (東京 - 徳島線)（羽田京急バス、徳島バスが運行）
当路線の内、品川バスターミナル・浜松町バスターミナル・渋谷マークシティ - 東浦IC・志知間の片道乗車券・往復乗車券・回数券（4枚綴）を東浦乗車券発売所及び洲本乗車券販売センターで2013年7月1日より発売開始した。2021年3月16日以降、休止路線になったため、発売を取りやめている。

### 休止路線
シャトル便 （淡路交通、神戸山陽バス（当時）、神姫バス）
- 高速舞子 - 道の駅あわじ・岩屋ポート・淡路夢舞台

- 1998年4月6日：運行開始
- 2009年4月1日：運行休止

### 廃止路線
鳴門・淡路エクスプレス号（西日本JRバス）
- 大阪・なんば・新神戸・三宮・高速舞子 - 淡路島内神戸淡路鳴門自動車道上各BS（本四安乎・志知を除く）・陸の港西淡・福良（うずしおドーム前）・鳴門駅・大塚国際美術館・鳴門観光汽船前
- ETC大幅割引の影響もあり、2010年1月21日の運行をもって廃止された。運行期間は5年1ヶ月余りで京阪神 - 徳島間を結ぶ高速バスでは初の廃止路線となった。運行回数は本四海峡バス、西日本JRバス5往復づつ。
- 路線沿革

- 2004年12月17日 - 「鳴門・淡路エクスプレス大阪号」運行開始。
- 2005年7月15日 - 「鳴門・淡路エクスプレス神戸号」運行開始。
- 2007年3月16日 - 「鳴門・淡路エクスプレス号」として運行開始。
- 2010年1月21日 - この日の運行をもって廃止。代替として前述のくにうみライナー南あわじ線が翌日から新神戸 - 陸の港西淡間で運行開始。大塚国際美術館は2021年3月2日より、前述の阿波エクスプレス大阪号・神戸号の一部便停車で対応している。

阿南エクスプレス号
- 大阪・なんば・高速舞子 - 松茂・徳島大学前・徳島文理大西・小松島・那賀川・阿南

- 2001年10月27日：西日本JRバスとJR四国バス共同運行で運行開始
- 2009年10月1日：JR四国バス単独運行に変更
- 2010年7月1日：路線廃止

## 一般路線バス
鮎原線
- しづかホール前  - 志筑 - 津名高校前 - 関西看護医療大学前 - 静の里公園 - 津名一宮IC - 竹谷 - 広石 - JA淡路日の出 五色支店前
  - 竹谷 - JA淡路日の出 五色支店前間はフリー乗降制区間
  - 淡路交通から淡路タクシーに移管後、2017年10月1日より本四海峡バスに移管。
  - 2022年10月1日より、志筑 - 広石間の運行からしづかホール前 - JA淡路日の出 五色支店前間の運行に変更。

## コミュニティバス
淡路市生活観光バス路線（愛称：あわ神あわ姫バス）
- 淡路市が本四海峡バスへ運行委託し、2013年10月1日より運行開始したコミュニティバスである[25]。

詳細は本項を参照

## 関連企業
- 本海商事（公式ホームページ）
  - 所在地　兵庫県神戸市中央区海岸通三丁目1-6（本四海峡バス本社と同じ）
  - 鱗状斑点防止装置のシステム設計・施工販売、ウォーターコート装置のシステム設計・施工販売、特殊洗浄液及び特殊コーティング補助剤販売、バス乗務員の労働者派遣業務、損害保険代理店業、左記に付帯する業務